# Kallgårdsmåla södra
Kallgårdsmåla södra este o arie protejată (arie specială de conservare — SAC, sit de importanță comunitară — SCI) din Suedia întinsă pe o suprafață de 1,8 ha, integral pe uscat.

## Localizare
Centrul sitului Kallgårdsmåla södra este situat la coordonatele 56°22′01″N 15°43′29″E / 56.367°N 15.7248°E.

## Înființare
Situl Kallgårdsmåla södra a fost declarat sit de importanță comunitară în aprilie 2004 pentru a proteja un număr necunoscut de specii din flora spontană și fauna sălbatică aflate în arealul zonei. Situl a fost protejat și ca arie specială de conservare în martie 2011.

## Biodiversitate
Situată în ecoregiunea boreală, aria protejată conține 1 habitat natural: Pajiști fino-scandinave uscate până la mezice, bogate în specii de altitudine mică.
La baza desemnării sitului se află un număr nedeclarat de specii protejate.